# Henri Sigfridsson
Henri Sigfridsson, född 1974, är en finländsk pianist. Han fungerar som professor i pianospel vid Folkwang-universitetet i Essen. Sigfridsson inledde sina pianostudier som 10-åring vid konservatoriet i Åbo. Därifrån fortsatte han till ungdomsavdelningen vid Sibelius-Akademin och fortsatte senare till solistiska avdelningen som elev till professor Erik T. Tawaststjerna. Utöver detta har Sigfridsson studerat vid musikhögskolan i Wien åren 1995-1997 under ledning av Lazar Berman och vid musikhögskolan i Köln under ledning av Pavel Gililov.
Sigfridsson har haft många framgångar i pianotävlingar. År 1992 kom han på delad andra plats i Maj Lind-tävlingen och samma år vann han andra pris vid nordiska pianotävlingen i Nyborg. Han vann Franz Liszt-tävlingen i Wien år 1994, ett år senare vann han den nordiska solistbiennalen i Reykjavik och år 2000 kom han på andra plats i Géza Anda-tävlingen i Zürich. I mars 2004 fick han andra pris i Maria Callas Grand Prix-tävlingen i Aten. Beethoven-tävlingen i Bonn vann Sigfridsson år 2005.
Sigfridsson har bott och verkat en längre tid i Tyskland. Han har uppträtt vid pianofestivalen i Ruhr och vid festivalerna i Luzern och Ravinia. Han har också uppträtt som solist med flera orkestrar, bland andra Tonhalle-orkestern i Zürich, St Petersburgs filharmoniska orkester, MDR symfoniorkestern, Camerata Academica Salzburg och kammarorkestern i Stuttgart. Sigfridsson uppträder regelbundet som solist med finländska orkestrar och har uppträtt vid festivalerna i Kuhmo och Korsholm. År 2013 valdes han till konstnärlig ledare för Musikfestspelen Korsholm.